# 秘境探險：寶藏爭奪
《神秘海域：宝藏争夺》為 One Loop Games 和索尼旗下的本德工作室所開發的虚拟卡片游戏，由索尼發行。

## 故事背景
《神秘海域：宝藏争夺》是一个回合制的交换卡片游戏，包含了神秘海域系列游戏的所有人物。

## 外部連結
- （英文）—《神秘海域：宝藏争夺》英文官方網站 （页面存档备份，存于）